# Jin Xianglan
Jin Xianglan (chiń. 金香蘭; ur. 26 grudnia 1972) – chińska judoczka. Olimpijka z Barcelony 1992, gdzie zajęła czternaste miejsce w kategorii 56 kg.
Triumfatorka igrzysk azjatyckich w 1990 roku.

## Letnie Igrzyska Olimpijskie 1992
| Konkurencja | Walki               | Walki                | Klas. końcowa |
| Konkurencja | 1/16                | 1/8                  | Miejsce       |
| ----------- | ------------------- | -------------------- | ------------- |
| waga lekka  | Mária Pekli (HUN) W | Ursula Myrén (SWE) P | XIV           |